# HMS Bellona (63)
Pour les autres navires du même nom, voir HMS Bellona.
Le HMS Bellona est un croiseur léger de classe Dido en service dans la Royal Navy pendant la Seconde Guerre mondiale. En 1946, le croiseur est prêté à la Royal New Zealand Navy, devenant le HMNZS Bellona.

## Historique

### Royal Navy
Après sa mise en service, le croiseur peine à devenir opérationnel par suite de diverses pénuries et de problèmes techniques. Affecté au 10e escadron de croiseurs de la Home Fleet, il est stationné à Scapa Flow. Il est rapidement transféré dans le sud de l'Angleterre pour participer à des missions « recherche et destruction » dans la Manche et dans le golfe de Gascogne. Il relève son sister-ship Charybdis coulé au large des îles Anglo-Normandes en octobre 1943 par des torpilleurs allemands. Le 15 mars 1944, il combat les S-Boot des 5e et 9e flottilles en compagnie des destroyers Tartar et Ashanti lors du passage du convoi côtier WP-492 dans les atterrages du sud-ouest. Il est choisi pour être affecté à la flotte chargée de l’opération Neptune, l’opération navale d’appui au débarquement en Normandie. Le 16 mai, il est impliqué dans un tir fratricide, le Bellona accompagné de trois destroyers ouvrant le feu sur le navire Apollo qui couvrait une mission de mouillage de mines à la suite visiblement d'un problème d'information entre la Force 26 et l'unité chargée de mouiller les mines. Pour le D-Day, il est déployé au large d'Omaha Beach pour la Défense Aérienne à la Mer et pour l'appui-feu des troupes au sol. Il est retiré du front le 16 et mis en réserve à Plymouth. Au mois de juillet 1944, il gagne la mer du nord pour participer à des opérations au large de la Norvège. Le croiseur est basé à Scapa Flow, afin de participer à l'opération Tungsten à Altafjord, des raids contre le cuirassé allemand Tirpitz.
Il retrouve ensuite la Manche et le port de Plymouth pour participer notamment à l'opération Kinetic, une surveillance des ports entre Brest et La Rochelle pour éviter que des U-Boot n'évacuent du personnel ou du matériel. Il mène d'autres opérations de « recherche et de destruction » dans le golfe de Gascogne jusqu'à la fin du mois d'août. Après un mois de septembre 1944 passé en entretien dans un chantier naval de la Clyde, le croiseur léger effectue essais et remise en condition avant de participer à l'opération Athletic, la couverture des raids aériens menés par le groupe aérien du HMS Implacable contre Sorreisa et Bardufoss, en Norvège. Il participe ensuite à l'opération Counterblast, la destruction du convoi KS-357 au large du Listerfjord. Opérant avec l'Argonaut, le croiseur lourd Kent et quatre destroyers, le Bellona bombarde des batteries côtières. Selon une enquête d'après-guerre, deux navires marchands et deux dragueurs de mines ont été coulés.
Il termine l'année en escortant plusieurs convois de l'Arctique vers l'URSS. Après des travaux à Rosyth, le croiseur léger participe en ce début d'année 1945 à l'opération Gratis, la couverture d'une opération de mouillage de mines au large de l'île d'Utsira. Il enchaîne par l'opération Spellbinder, un raid contre la navigation côtière allemande au large de la Norvège. Il échappe à une attaque de l'U-427. Le mois de février 1945 le voit participer à l'escorte du convoi JW-64 puis au convoi RA-64, ralliant Scapa Flow le 27. En mars 1945, il couvre les porte-avions Premier (en), Searcher et Queen (en) en compagnie de cinq destroyers pour l'opération Cupola, une mission de mouillage de mines et de frappe contre la navigation ennemie.
Il termine le conflit en Europe en menant des missions de lutte contre la navigation ennemie, en couvrant les porte-avions engagés dans des raids en Norvège sans oublier des escortes de convois, la menace sous-marine allemande étant toujours présente. En juin 1945, il participe à la parade de la victoire organisée à Oslo.

### Royal New Zealand Navy

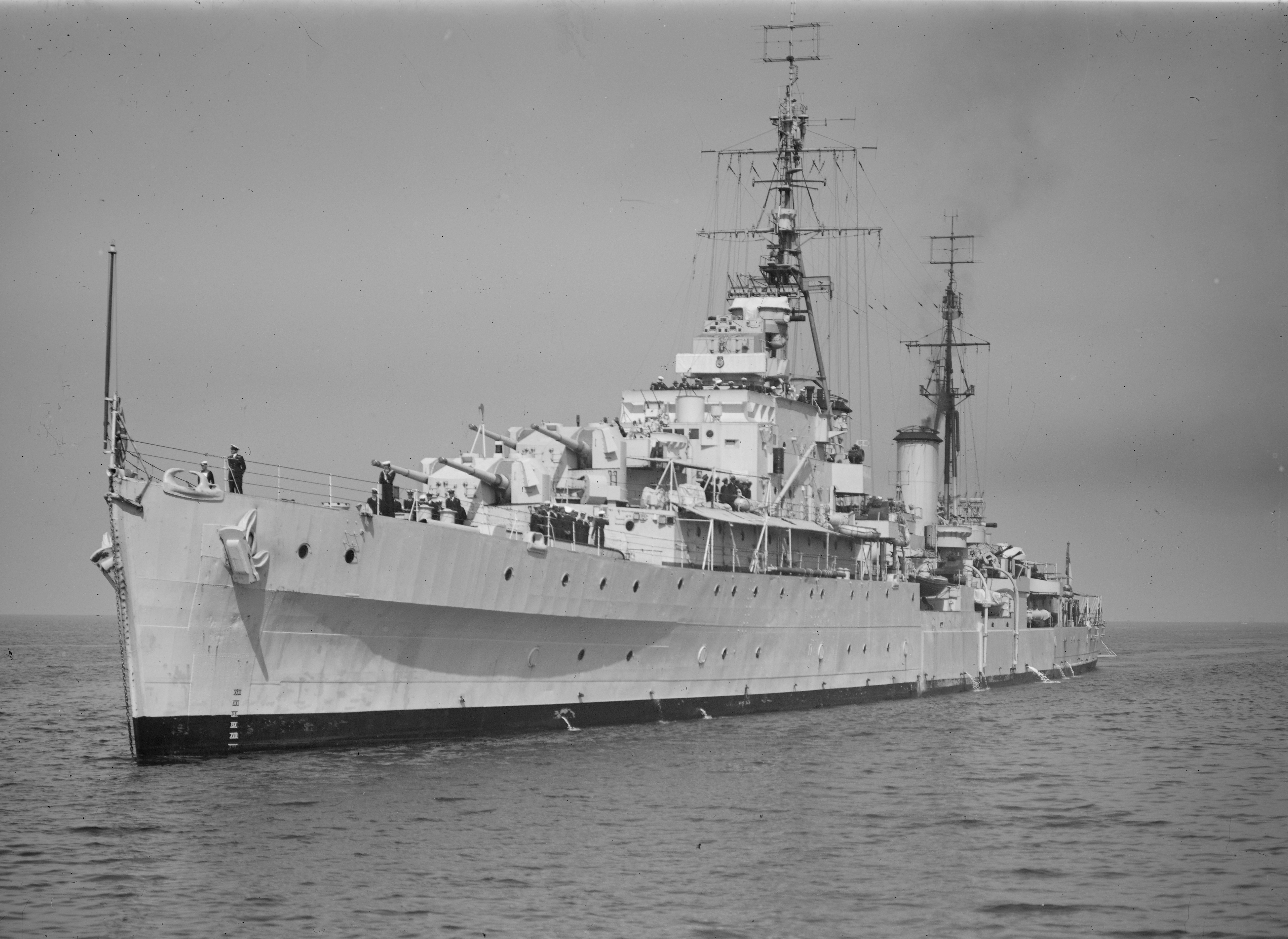
Le Bellona en 1947.

En 1946, le croiseur est prêté à la Royal New Zealand Navy. En mars et avril 1947, le Bellone participe à des exercices d'entraînement avec la marine royale australienne. Le croiseur rejoint sa base navale de Devonport à Auckland à la fin du mois d'avril. Bien que n'étant pas impliqué dans une mutinerie impliquant plusieurs navires de la marine néo-zélandaise, 140 marins ont choisi de ne pas revenir à bord pour protester contre les salaires et les conditions de travail médiocres et sur le traitement réservé à leurs collègues. Cinquante-deux marins ont finalement été qualifiés de déserteurs, tandis que d'autres ont été inculpés de diverses infractions moins graves et condamnés à des peines de prison allant jusqu'à 92 jours.
En 1951, le croiseur participe à un exercice multinational dans les eaux australiennes. Pendant l'opération, un Hawker Sea Fury du porte-avions australien HMAS Sydney tire accidentellement quatre fusées d'entraînement dans la superstructure du navire néo-zélandais. Des dégâts mineurs ont été causés et, bien que l’enquête ait conclu que le pilote avait appuyé par inadvertance sur le bouton de tir, il a été constaté par la suite que certaines fréquences des signaux transmis par les radios du Sydney pouvaient déclencher les circuits de tir des armes de l’appareil. En 1952, comme son sister-ship HMNZS Black Prince, l'armement est modifié, ses canons doubles Oerlikon étant remplacés par des Bofors simples Mark 3.
Le Bellona retourne dans la Royal Navy après le transfert du croiseur Royalist en 1956. Le 5 février 1959, il rejoint le chantier britannique de Briton Ferry et est démoli par la société Thos W Ward.